# Václav Korejčík
Václav Korejčík (* 24. října 1957) je bývalý český fotbalista, obránce. Jeho bratrem je ligový fotbalista Pavel Korejčík.

## Fotbalová kariéra
V československé lize hrál za Škodu Plzeň a SK Dynamo České Budějovice. V československé lize nastoupil ve 22 utkáních.

## Ligová bilance
| Ročník                                   | Zápasy | Góly | Minuty | Klub                       |
| ---------------------------------------- | ------ | ---- | ------ | -------------------------- |
| 1. československá fotbalová liga 1975/76 | 1      | 0    | -      | Škoda Plzeň                |
| 1. československá fotbalová liga 1978/79 | 5      | 0    | 245    | Škoda Plzeň                |
| 1. československá fotbalová liga 1985/86 | 13     | 0    | 767    | SK Dynamo České Budějovice |
| 1. československá fotbalová liga 1986/87 | 3      | 0    | 160    | SK Dynamo České Budějovice |
| CELKEM                                   | 22     | 0    | 1172   |                            |